# Punizioni corporali a Taiwan
Le punizioni corporali a Taiwan sono vietate nell'ambito giudiziario e scolastico, mentre non vi sono leggi che ne vietino espressamente l'uso in ambito domestico.

## Istruzione
Nel sistema educativo qualsiasi forma di punizione corporale è stata proibita a partire dal 2006, con un emendamento posto alla legge fondamentale che si occupa di istruzione; il divieto si applica a tutti gl'istituti scolastici, comprese le scuole pubbliche, private e gli asili d'infanzia, oltre che alle università.
L'emendamento è stato il punto d'arrivo di anni di campagne da parte delle organizzazioni dei diritti dei bambini, nonché l'impegno assunto dal governo di lavorare per ottener l'eliminazione di ogni tipo di punizione fisica in materia d'istruzione pubblica. A contribuire alla modifica è stato anche un ampio dibattito pubblico generato da un caso che aveva attirato l'attenzione dei media, quello d'un insegnante che colpiva ripetutamente i propri studenti con un bastone di legno sulle mani e la schiena.
La modifica ha avuto il sostegno sia del presidente della repubblica sia del primo ministro ed è stato approvato con un ampio margine del parlamento. Un legislatore del Partito Democratico Progressista ha dichiarato che: "La punizione corporale è stata una pratica culturale a Taiwan. Ma crediamo anche che le scuole e le case siano l'ambiente più importante per la crescita sana e armoniosa dei bambini; era pertanto un dovere eliminare tale pratica. Molti paesi in tutto il mondo hanno vietato le punizioni corporali nelle scuole per legge, tra cui la Repubblica popolare cinese. Pensiamo che Taiwan sia in tal senso un paese avanzato che non poteva rimanere indietro nei riguardi della questione"

### Prevalenza
Prima che giungesse il divieto legale, la punizione corporale era diffusa nelle istituzioni scolastiche di ogni ordine e grado, con un divieto governativo già presente in larga parte ignorato: dal 1999 al 2005 la percentuale di studenti che avevano sperimentato su di sé punizioni corporali era scesa dall'83 al 65%, mentre un sondaggio del 2004 rilevava che le punizioni fisiche erano somministrate nel 93,5% delle scuole.
Nel 2007, già entrata in vigore la proibizione, il 52,8% degli studenti continuava a ricevere punizioni corporali; durante l'anno tuttavia le percosse fisiche son diminuite fino al 27,3%, sostituite sempre più da forme indirette di punizione fisica come ad esempio l'esser costretti a stare in piedi per un lungo periodo di tempo. Nel 2008 la percentuale di studenti delle medie che riferivano d'esser stati picchiati a scuola scendeva ulteriormente al 16%.

## Sistema penale
La punizione corporale è illegale come misura disciplinare.
Nel 1909, quando l'isola di Formosa faceva ancora parte dell'impero giapponese, il governo locale introdusse la fustigazione giudiziaria per i criminali nativi di origine cinese; questa punizione è stata considerata come un sostituto alla reclusione e applicata ai maschi di età compresa tra i 16 e i 60 anni.
Nel 1997 le autorità taiwanesi avevano considerato l'introduzione della fustigazione giudiziaria del tipo di quella praticata a Singapore, questo per scoraggiare la criminalità; ancora nel 2007 venne richiesta la fustigazione per reati a sfondo sessuale , ma l'idea è stata respinta dal ministero della giustizia.